# Dom Macedo Costa
Dom Macedo Costa là một đô thị thuộc bang Bahia, Brasil. Đô thị này có diện tích 93,215 km², dân số năm 2007 là 3780 người, mật độ 40,55 người/km².